# Cavaria (geslacht)
Cavaria  is een monotypisch geslacht van mosdiertjes uit de familie van de Plagioeciidae en de orde Cyclostomatida. De wetenschappelijke naam ervan werd in 1930 voor het eerst geldig gepubliceerd door von Hagenow.

## Soort
- Cavaria praesens Canu & Bassler, 1930